# مونيك فيلا
مونيك فيلا (بالفرنسية: Monique Villa)‏ هي صحفية فرنسية، ولدت في القرن العشرين في باريس في فرنسا.